# 松永貫汰
松永 貫汰（まつなが かんた、1999年9月28日 - ）は、ジャパンラグビーリーグワンコベルコ神戸スティーラーズに所属するラグビーユニオン選手。

## プロフィール
- 大阪府出身[1]。
- ポジションはフルバック(FB)。
- 身長 167 cm、体重 78 kg
- 兄の拓朗もラグビー選手[2](現・東芝ブレイブルーパス東京)。
- 7人制日本代表に選ばれたことがある。

## 略歴
中学1年生からラグビーを始めた。
2018年、大阪産大附属高校卒業後、筑波大学に入学。
2021年、筑波大学ラグビー部の主将に就任。
2022年、コベルコ神戸スティーラーズに加入。同年12月18日に行われたJAPAN RUGBY LEAGUE ONE第1節横浜キヤノンイーグルス戦にて先発出場でリーグワン公式戦初出場を果たして、デビュー戦でトライを挙げた。